# Oslobodilačka vojska Preševa, Medveđe i Bujanovca
Oslobodilačka vojska Preševa, Medveđe i Bujanovca (alb. Ushtria Çlirimtare e Preshevës, Medvegjës dhe Bujanocit, UÇPMB) bila je albanska separatistička paravojna formacija, stvorena s ciljem borbe za odcjepljenje triju srbijanskih općina naseljenih pretežno albanskim stanovništvom (Preševo, Bujanovac, Medveđa) i njihovo pripojenje Kosovu, a kasnije i željenoj Velikoj Albaniji.
Uniforme, oznake i taktika OVPMB-a podsjećale su na netom raspuštenu Oslobodilačku vojsku Kosova, a iz nje je primila i dio boraca. OVPMB je 1999. godine pokrenula gerilsku/terorističku kampanju koja je potrajala do 2001. godine, kada je ova organizacija službeno raspuštena. Europska unija smatra OVPMB terorističkom formacijom.

## Povijest
Po završetku Rata na Kosovu 1999. godine, na granici Kosova i Savezne Republike Jugoslavije uspostavljena je tzv. sigurna zona u dubini od 5 kilometara unutar srbijanskog i crnogorskog teritorija. U sigurnu su zonu smjeli ulaziti samo pripadnici jugoslavenskog MUP-a, ali ne i Vojska Jugoslavije, dok je sama zona službeno bila pod nadzorom KFOR-a. Sigurna je zona obuhvaćala nekoliko sela i gradića uglavnom naseljenih Albancima, no najveći su centri albanske manjine u južnoj Srbiji - Preševo, Bujanovac i Medveđa - ostali izvan nje.
Demilitariziranu su zonu ubrzo iskoristili gerilci bivše Oslobodilačke vojske Kosova i u njoj uspostavili baze za buduće napade na jugoslavensku vojsku, policiju i državni aparat. Srbijanska je policija nakon nekog vremena prestala patrolirati u sigurnoj zoni zbog opasnosti od zasjeda. Oslobodilačka vojska Preševa, Medveđe i Bujanovca službeno je osnovana u pograničnom selu Dobrosinu, početkom siječnja 2000. godine.
Akcije OVPMB-a uključivale su atentate na lokalne albanske političare koji su podržavali Slobodana Miloševića (primjerice atentat na Zemaila Mustafija, potpredsjednika bujanovačkog ogranka Socijalističke partije Srbije), zasjede na vojsku i policiju, granatiranje naselja pod nadzorom SRJ itd. Između 21. lipnja 1999. i 12. studenoga 2000. godine zabilježena su 294 napada OVPMB-a (246 u Bujanovcu, 44 u Medveđi i 6 u Preševu). U njima je smrtno stradalo 14 (šest civila i osam policajaca), a ranjeno 37 osoba (dva UN-ova promatrača, tri civila i 34 policajca), dok je pet civila oteto. Smatra se da je OVPMB u svoje redove prihvaćala i maloljetnike.
Kada je procijenjeno da situacija izmiče kontroli, NATO je 24. svibnja 2001. godine dozvolio Vojsci Jugoslavije da ponovno preuzme nadzor nad tzv. sigurnom zonom, istovremeno pružajući mogućnost gerilcima OVPMB-a da se predaju snagama KFOR-a i tako izbjegnu zarobljavanje od strane jugoslavenskih vlasti. Otprilike 450 gerilaca tu je priliku i iskoristilo, uključujući neke od članova vodstva te paravojske.
Dio pripadnika OVPMB-a je ubrzo po napuštanju južne Srbije prešao na teritorij susjedne Makedonije, gdje se tek rasplamsavao albansko-makedonski sukob, te je tamo sudjelovao u osnivanju albanske Oslobodilačke nacionalne vojske.

## Vanjske poveznice
- (alb.) (engl.) Yugoslavia: Rebel Albanian Separatists in Serbia, Associated Press, pristupljeno 8. svibnja 2016.
- (alb.) (engl.) Serbia: UCPMB Commander Azemi Speaks to APTN, aparchive.com, 6. prosinca 2000., pristupljeno 8. svibnja 2016.